# Gustave Hervé

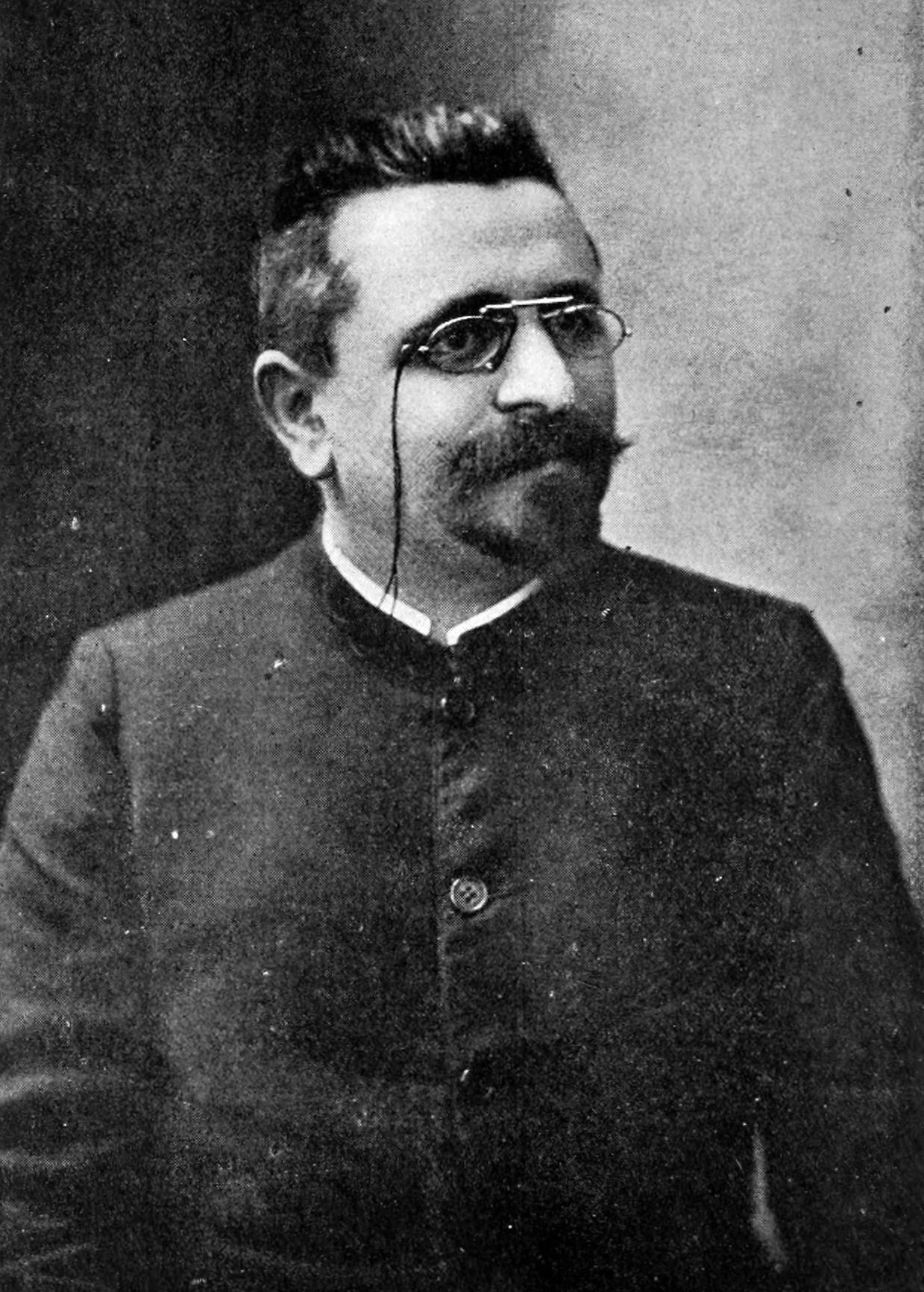
Gustave Hervé

Gustave Hervé (* 2. Januar 1871 in Brest; † 25. Oktober 1944 in Paris) war ein französischer Publizist und Politiker. Er war zunächst sozialistischer Antimilitarist und Antinationalist. Zu Beginn des Ersten Weltkrieges wandelte er sich zum Nationalisten mit Nähe zum Faschismus. Er propagierte schon in den 1930er Jahren Philippe Pétain als Retter Frankreichs, wandte sich aber nach 1940 enttäuscht von Vichy-Regime wieder ab.

## Leben

### Antimilitarist
Hervé war zunächst Dozent für Geschichte, ehe er journalistisch tätig wurde. Zwischen 1901 und 1905 wurde er durch antimilitaristische Veröffentlichungen bekannt. Er forderte die Arbeiter auf, die „nationale Fahne auf dem Misthaufen zu hissen“. Er vertrat die Auffassung, dass die Arbeiter kein Vaterland hätten, dementsprechend lehnte er die Forderung nach Vaterlandsverteidigung ab. Er gründete 1901 eine antimilitaristische Bewegung (Hervéismus). Als 1905 mit der Section française de l’Internationale ouvrière eine vereinigte französische sozialistische Partei gegründet wurde, bildete die Gruppe um Hervé ihren radikalsten Flügel. Im Jahr 1906 gründete er die Zeitung La Guerre sociale. Mit diesem Blatt wollte er Sozialisten, Syndikalisten und Anarchisten unter einem gemeinsamen antimilitaristischen Programm vereinigen. Unter den französischen Sozialisten, aber auch auf den internationalen Sozialistenkongressen etwa in Stuttgart 1907 warb er dafür, bei Gefahr eines Krieges mit Generalstreik, Desertion der Soldaten und Revolution zu antworten. Lenin kritisierte dies als „semi-anarchistische Absurditäten“.

### Nationaler Sozialist
Um 1911/12, nach Verbüßung einer Haft, mäßigte Hervé seine radikale Position und näherte sich der gemäßigten Haltung von Jean Jaurès an. Nach Beginn des Ersten Weltkrieges war er Befürworter der Union sacrée, also dem französischen Pendant zum deutschen Burgfrieden. Immer stärker wurde er zum Kriegspropagandisten mit nationalistischen Untertönen. Seine Zeitung nannte er 1916 in La Victoire um. Als solche erschien sie bis 1940. Die sozialistische Partei SFIO schloss ihn während des Krieges aus, plädierte er doch für einen nationalen Sozialismus. Dieser sollte auf der Kooperation der Klassen und nicht auf dem Klassenkampf beruhen. Nicht die Klasse, sondern die Nation sei die bewegende Kraft der Geschichte. Er gründete 1919 die Parti socialiste nationale. Ihre Anhängerzahl blieb gering. Im Jahr 1925 folgte eine Umgründung als Parti de la République autoritaire bevor 1927 der alte Name wieder verwandt wurde. Schließlich nannte sich die Partei ab 1932 La Milice socialiste.
Er trat nach dem Krieg für ein Frankreich in seinen natürlichen und historischen Grenzen und eine autoritäre Regierung ein. Später plädierte er für einen deutsch-französischen Ausgleich, eine Revision des Friedensvertrages von Versailles und gar für die Schaffung der Vereinigten Staaten von Europa. Der Rückgriff auf den Nationalismus und die religiösen Traditionen sollten die soziale Spaltung und die Dekadenz der Gesellschaft überwinden. Er beobachtete die autoritären und faschistischen Strömungen in Europa mit Sympathie. Benito Mussolini, der einen ähnlichen Weg vom Sozialisten zum Faschisten zurückgelegt hatte, betrachtete er als seinen italienischen Kameraden. Im Jahr 1930 erregte er mit einem Briefwechsel mit Adolf Hitler Aufmerksamkeit. Er begrüßte 1933 die Ernennung Hitlers zum Reichskanzler als Rettung vor der roten Flut. Bereits 1935 sah er in einer Diktatur des Marschalls Petain die einzige Möglichkeit Frankreich zu retten.
Nach dem Zusammenbruch Frankreichs 1940 setzte sich sein Blatt anfänglich für eine Kollaboration mit den Deutschen ein. Bald war er vom Vichy-Regime enttäuscht. Der Staat behinderte seine Tätigkeit, verschiedene Blätter griffen ihn an, seine Zeitung wurde verboten und zeitweise war auch die Gestapo hinter ihm her. Im Jahr 1941 schrieb er an die Regierung, dass seine Anhänger das Regime nicht länger unterstützen könnten. Im Jahr 1944 wandte er sich Charles de Gaulle zu, von dem er annahm, dass dieser seinen Traum einer christlich, autoritären Republik wahr machen könnte. Kurz vor seinem Tod beschrieb er sich als der erste Bolschewist, der erste Faschist, der erste Petainist, als erstes Mitglied der Résistance und als erster Gaullist.